# Notioprogonia
I notioprogoni (Notioprogonia Simpson, 1934) sono un sottordine di mammiferi estinti, vissuti tra il Paleocene e l'Eocene (tra 64 e 50 milioni di anni fa) in Sudamerica.

## Descrizione
Questi animali rappresentano il più primitivo fra i gruppi di notoungulati, ovvero quei mammiferi arcaici che si svilupparono indipendentemente in Sudamerica durante il Terziario, quando il continente era separato dal resto del mondo. I notioprogoni erano piccoli e poco specializzati, e il loro aspetto assomigliava vagamente a quello di roditori. Il corpo era molto primitivo e la dentatura non era specializzata. Questi animali, probabilmente derivati da mammiferi placentali primitivi prima che Nordamerica e Sudamerica si separassero, diedero origine in pochi milioni di anni a un gran numero di forme, che includevano animali simili a topi e conigli (tipoteri ed egetoteri) e animali molto grandi, simili a cinghiali (tossodonti). Tra i generi più noti, sono da ricordare Henricosbornia e Notostylops.